# Front uni des forces fédéralistes et confédéralistes éthiopiennes
 (décembre 2021).
La mise en forme du texte ne suit pas les recommandations de Wikipédia : il faut le « wikifier ».
Les points d'amélioration suivants sont les cas les plus fréquents. Le détail des points à revoir est peut-être précisé sur la page de discussion.
- Les titres sont pré-formatés par le logiciel. Ils ne sont ni en capitales, ni en gras.
- Le texte ne doit pas être écrit en capitales (les noms de famille non plus), ni en gras, ni en italique, ni en « petit »…
- Le gras n'est utilisé que pour surligner le titre de l'article dans l'introduction, une seule fois.
- L'italique est rarement utilisé : mots en langue étrangère, titres d'œuvres, noms de bateaux, etc.
- Les citations ne sont pas en italique mais en corps de texte normal. Elles sont entourées par des guillemets français : « et ».
- Les listes à puces sont à éviter, des paragraphes rédigés étant largement préférés. Les tableaux sont à réserver à la présentation de données structurées (résultats, etc.).
- Les appels de note de bas de page (petits chiffres en exposant, introduits par l'outil «  Source ») sont à placer entre la fin de phrase et le point final[comme ça].
- Les liens internes (vers d'autres articles de Wikipédia) sont à choisir avec parcimonie. Créez des liens vers des articles approfondissant le sujet. Les termes génériques sans rapport avec le sujet sont à éviter, ainsi que les répétitions de liens vers un même terme.
- Les liens externes sont à placer uniquement dans une section « Liens externes », à la fin de l'article. Ces liens sont à choisir avec parcimonie suivant les règles définies. Si un lien sert de source à l'article, son insertion dans le texte est à faire par les notes de bas de page.
- La présentation des références doit suivre les conventions bibliographiques. Il est recommandé d'utiliser les modèles {{Ouvrage}}, {{Chapitre}}, {{Article}}, {{Lien web}} et/ou {{Bibliographie}}. Le mode d'édition visuel peut mettre en forme automatiquement les références.
- Insérer une infobox (cadre d'informations à droite) n'est pas obligatoire pour parachever la mise en page.

Pour une aide détaillée, merci de consulter Aide:Wikification.
Si vous pensez que ces points ont été résolus, vous pouvez retirer ce bandeau et améliorer la mise en forme d'un autre article.
Le Front uni des forces fédéralistes et confédéralistes éthiopiennes (FUFFCE) est une coalition de 9 groupes armés hostiles au gouvernement d'Abiy Ahmed, dont les principaux membres sont le Front de libération du peuple du Tigré (FLPT) et l'Armée de libération oromo (ALO). La coalition a été officialisée le 5 novembre 2021 durant la guerre du Tigré. Elle à pour objectif d'établir un gouvernement de « transition » afin de « renverser le régime » selon Berhane Gebre-Christos, représentant du FLPT.

## Création

### Les prémices: alliance entre le FLPT et l'ALO
Dès aout 2021 le FLPT et l'ALO ce sont alliés sur terrain afin de venir à bout de l'Armée éthiopienne déjà en difficulté à cette période. L'ALO s'illustre notamment lors de la prise de Kemise fin octobre 2021 et commence à mener une guérilla à l'ouest et au sud de l'Oromia.

### Création de la coalition
Le 5 novembre 2021 l'ALO et le FLPT annonce s'allier avec sept autres organisations rebelles moins connues. La signature de l'alliance à lieu au « National Press Club » à Washington D.C. Il s'agit de groupes issus de diverses régions ou ethnies éthiopiennes, leurs envergures et leurs capacités militaires réelles restent incertaines. 

## But de la coalition
Officiellement, la coalition a pour but de renverser le régime d'Abiy Ahmed pour aller vers une « transition » en Éthiopie. Les détails de ce projet restent flous. Pour le FLPT, cette alliance semble avoir pour buts officieux de montrer qu'il dispose d'un soutien en dehors du Tigré. Effectivement ce dernier semble ainsi vouloir réitérer sa prise de pouvoir de 1991 et cherche à trouver des alliés pour l'aider à diriger l'Éthiopie.

## Réactions
Le procureur général éthiopien qualifie ainsi la coalition de « coup de pub » n'ayant « pas vraiment de base populaire. »